# Amtsgericht Beverungen

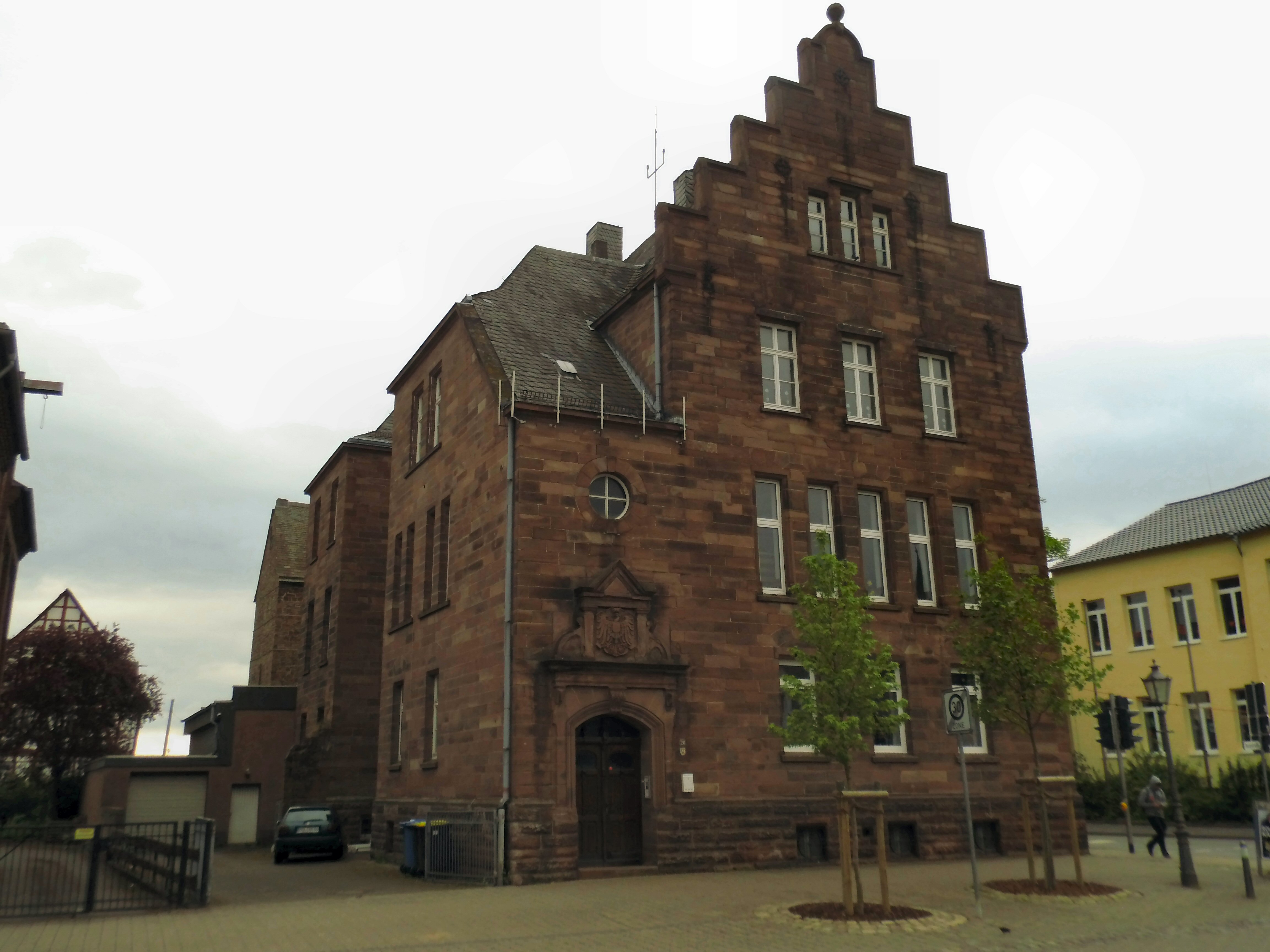
Ehem. Amtsgerichtsgebäude Beverungen (2019)

Das Amtsgericht Beverungen war von 1879 bis 1969 ein Amtsgericht mit Sitz in Beverungen.

## Geschichte
In Beverungen bestand von 1849 bis 1879 die Gerichtskommission Beverungen des Kreisgerichtes Höxter. Im Rahmen der Reichsjustizgesetze wurden 1879 reichsweit einheitlich Oberlandes-, Land- und Amtsgerichte gebildet. Das königlich preußische Amtsgericht Beverungen wurde mit Wirkung zum 1. Oktober 1879 als eines von 17 Amtsgerichten im Bezirk des Landgerichtes Paderborn im Bezirk des Oberlandesgericht Hamm gebildet. Der Sitz des Gerichts war die Stadt Beverungen. Sein Gerichtsbezirk umfasste aus dem Kreis Höxter das Amt Beverungen. Am Gericht bestand 1880 eine Richterstelle. Das Amtsgericht war damit ein kleines Amtsgericht im Landgerichtsbezirk.
In Folge der Weltwirtschaftskrise wurden 60 Amtsgerichte auf Grund von Sparverordnungen aufgehoben. Mit der Verordnung über die Aufhebung von Amtsgerichten vom 30. Juli 1932 wurden das Amtsgericht Borgentreich am 30. September 1932 aufgehoben und sein Sprengel aufgeteilt. Die Landgemeinden Borgholz, Drankhausen, Natingen und Natzungen wurden dem Amtsgericht Beverungen zugeordnet.
Mit dem Ersten Gesetz zur Änderung der Organisation der ordentlichen Gerichtsbarkeit vom 24. Juni 1969 wurde das Amtsgericht Beverungen mit Ablauf des 30. Juni 1969 aufgehoben.

## Amtsgerichtsgebäude
Das ehemalige Amtsgerichtsgebäude (Burgstraße 26) ist ein dreigeschossiger Sollingquaderbau mit Staffelgiebel und seitlichem Anbau und Turm. Das Gebäude steht unter Denkmalschutz.